# Alexandrina pisina
Alexandrina pisina är en insektsart som beskrevs av Otte, D. och Perez-gelabert 2009. Alexandrina pisina ingår i släktet Alexandrina och familjen syrsor. Inga underarter finns listade i Catalogue of Life.